# Saint-Nazaire (Loira Atlantica)
Saint-Nazaire (in bretone Sant-Nazer) è un comune francese di 68 977 abitanti situato nel dipartimento della Loira Atlantica nella regione dei Paesi della Loira. Sono presenti gli Chantiers de l'Atlantique, uno dei più grandi cantieri navali della costa atlantica francese, inoltre è uno dei pochi porti ad acque profonde nel Nord-ovest, tra cui c'è anche Cherbourg.

## Storia
Fin verso la metà del XIX secolo St. Nazaire era ancora soltanto un porto peschereccio, ma le difficoltà d'accesso al bacino di Nantes delle navi di grosso tonnellaggio resero necessario l'apertura di un porto ad acque profonde e nel 1857 fu aperto il bacino di Saint-Nazaire; questo porto non riuscì mai però a sostituire completamente quello di Nantes, che rimase il porto principale per le navi che venivano dall'Atlantico. Quasi completamente distrutta durante la seconda guerra mondiale, la città è stata ricostruita con complessi architettonici imponenti.
Proprio durante il secondo conflitto mondiale, St. Nazaire fu un'importante base di sommergibili, dotata di un grosso bacino di carenaggio; per questo fu attaccata da forze inglesi (3 cacciatorpediniere, 1 cannoniera, alcune motosiluranti e motolance a bordo delle quali si trovavano reparti di commando) nel marzo 1942. Il piccolo corpo di spedizione, raggiunto il porto nella notte del 28 marzo, riuscì a causare gravi danni alla chiusa del bacino di carenaggio, lanciando contro di esso il cacciatorpediniere HMS Campbeltown (il quale era stato camuffato con una bandiera della Kriegsmarine). L'incursione, detta operazione Chariot, che non raggiunse tutti gli obbiettivi prefissati, costò numerose e gravi perdite. Il settore di Saint-Nazaire rimase in mano tedesca fino all'armistizio del 7 maggio 1945.

## Società

### Evoluzione demografica
Abitanti censiti

## Infrastrutture e trasporti
Il trasporto pubblico è gestito dalla Société des Transports de l'Agglomération Nazairienne.

## Amministrazione

### Gemellaggi
- Sunderland